# Noemí Zaritzky
Noemí Elisabet Zaritzky  (La Plata, Argentina, 7 de febrero de 1951) ingeniera química argentina, especializada en ingeniería de alimentos y tratamiento de efluentes.  Se desempeña como investigadora de CONICET en el CIDCA, (Centro de Investigación y Desarrollo en Criotecnologia de Alimentos) del cual fue Directora entre 2003 y 2016, y como profesora titular de la UNLP.

## Biografía

### Comienzos
Desde niña, Zaritzky mostró afición por las ciencias. A los 16 años de edad, se graduó como maestra, y posteriormente aprobó materias de un bachillerato para poder entrar en la universidad pública. Cuando tenía 20 años, ya se había convertido en ingeniera química, y contrajo matrimonio con un compañero de la facultad, con el cual tiene 3 hijos y 4 nietos. Su labor docente e investigadora ha resultado en varios desarrollos, los cuales están patentados.
Zaritzky es ingeniera química de la Facultad de Ingeniería de la Universidad Nacional de La Plata (1971) y Doctora en Ciencias Químicas de la Universidad de Buenos Aires (UBA), Argentina.

### Trayectoria
Inició su carrera como investigadora en el Centro de Investigación y Desarrollo en Criotecnología de Alimentos (CIDCA), instituto que dirigió desde el 2003 hasta mediados del 2016; publicó 250 artículos en revistas internacionales y más de 50 capítulos de libros. Además, se desempeña como docente en la UNLP, donde estuvo a cargo de la gestión de los recursos humanos. 
Noemí Zaritzky es también una investigadora del CONICET desde 1976, siendo Investigador Superior desde el 2007 y desempeñándose en el Centro de Investigación en Criotecnología de Alimentos (CIDCA). Este es un organismo creado por convenio entre la Universidad Nacional de La Plata y el CONICET el 10 de febrero de 1973. Actualmente también depende de la Comisión de Investigaciones Científicas de la Provincia de Buenos Aires. Ha dirigido o codirigido 35 Tesis Doctorales en distintas Universidades Nacionales.
Algunos de los temas de su especialidad son: ingeniería de alimentos, modelado matemático de transferencia de energía y materia, criopreservación, reología y viscoelasticidad, desarrollo y caracterización de materiales biodegradables, biopolímeros, tratamiento de aguas residuales, y valorización de residuos de la industria alimentaria. 
Entre sus trabajos para reducir la contaminación causada por la industria alimentaria, Zaritzky desarrolló técnicas que utilizan coagulantes naturales para tratar efluentes, y creó tecnologías que se aprovechan del trabajo colaborativo de las bacterias. Los microorganismos forman “consorcios” que consumen contaminantes y purifican el agua. De esta manera, la utilización de dichas tecnologías por la industria alimentaria reducirá la contaminación que esta provoca en las aguas de ríos, arroyos y lagunas. Por añadidura, Zaritzky halló una solución al problema de los residuos que se generan por el procesamiento de langostinos, centollas, camarones y cangrejos en la Patagonia. De estos crustáceos se obtiene el quitosano, que se emplea para sintetizar micro y nanopartículas, las cuales son capaces de descontaminar aguas con cromo, un agente cancerígeno.
Dados los avances posibilitados por sus investigaciones, especialmente en criopreservación de alimentos y material biológico, la aplicación de los hallazgos de las mismas al sector productivo y la formación de otros investigadores, el jurado del Premio Bunge y Born 2015 en ingeniería de procesos (presidido por Roberto Williams y Miguel Laborde) decidió otorgárselo a Zaritzky.
La doctora Zaritzky recibió también el Premio Houssay Trayectoria en el área de ingeniería, arquitectura e informática el 20 de diciembre de 2016. En 2023 fue distinguida con el Premio Konex de Platino por su trabajo en Ciencias Agrarias y de los Alimentos en la última década.

## Obras
- María A. García, Miriam N. Martino, and Noemí E. Zaritzky. Plasticized Starch-Based Coatings To Improve Strawberry (Fragaria × Ananassa) Quality and Stability. Centro de Investigación y Desarrollo en Criotecnología de Alimentos (CIDCA), CONICET, Facultad de Ciencias Exactas, and Departamento de Ingeniería Química, Facultad de Ingeniería, Universidad Nacional de La Plata, 47 y 116, La Plata (1900), Buenos Aires, Argentina[11]

- Olivia V. López, María A. García, Noemí E. Zaritzky. Film forming capacity of chemically modified corn starches. CIDCA, Facultad de Ciencias Exactas, UNLP-CONICET, 47 y 116, 1900 La Plata, Buenos Aires, Argentina. Facultad de Ingeniería, UNLP, Argentina[12]

- Claudia A. Romero-Bastida, Luis A. Bello-Pérez, María A. García, Miriam N. Martino, Javier Solorza-Feria, Noemí E. Zaritzky. Physicochemical and microstructural characterization of films prepared by thermal and cold gelatinization from non-conventional sources of starches. Centro de Desarrollo de Productos Bióticos del IPN, kilómetro 8.5 carr. Yautepec-Jojutla, 62731 Yautepec, Morelos, México. Centro de Investigación y Desarrollo en Criotecnología de Alimentos (CIDCA), CONICET, Fac. Cs Exactas, Universidad Nacional de la Plata, La Plata, Argentina[13]

- Alejandro H. Caravellia, Edgardo M. Contrerasa, Noemí E. Zaritzkya. Phosphorous removal in batch systems using ferric chloride in the presence of activated sludges. Centro de Investigación y Desarrollo en Criotecnología de Alimentos (CIDCA) CONICET La Plata, UNLP. 47 y 116 (B1900AJJ), La Plata, Argentina Fac. de Ingeniería, UNLP. 47 y 1 (B1900AJJ), La Plata, Argentina, December 2009.[14]

- Olivia V. Lópeza, Noemí E. Zaritzkya, María A. García. Physicochemical characterization of chemically modified corn starches related to rheological behavior, retrogradation and film forming capacity. CIDCA (Centro de Investigación y Desarrollo en Criotecnología de Alimentos), Facultad de Ciencias Exactas UNLP – Centro Científico Tecnológico La Plata (CCT-La Plata) CONICET, 47 y 116 S/N°, La Plata (B1900AJJ), Buenos Aires, Argentina. Facultad de Ingeniería, Universidad Nacional de La Plata (UNLP), Argentina 2010[15]

- Valerio Bifania, Cristian Ramíreza, Mónica Ihla, Mónica Rubilara,  Alejandra García, Noemí Zaritzky. Effects of murta (Ugni molinae Turcz) extract on gas and water vapor permeability of carboxymethylcellulose-based edible films. Departamento de Ingeniería Química, Universidad de La Frontera, P.O. Box 54-D, Temuco, Chile, Centro de Investigación y Desarrollo en Criotecnología de Alimentos (CIDCA), CONICET, Universidad Nacional de La Plata, Buenos Aires 1900, Argentina, 2007.[16]

- Sonia Z. Viña, Alicia Mugridge, María A. García, Ricardo M. Ferreyra, Miriam N. Martino, Alicia R. Chavesa, Noemí E. Zaritzkya, Effects of polyvinylchloride films and edible starch coatings on quality aspects of refrigerated Brussels sprouts. Centro de Investigación y Desarrollo en Criotecnología de Alimentos (CIDCA), CONICET – Facultad de Ciencias Exactas, Universidad Nacional de La Plata (UNLP), Calle 47 y 116 S/N°, La Plata B1900AJJ, Buenos Aires, Argentina, Departamento de Ingeniería Química, Facultad de Ingeniería UNLP, Argentina, 2006.[17]

## Premios y reconocimientos
- Premio Fundación Bunge y Born, 52° edición. 2015
- Premio Bernardo Houssay 2016
- Premio Konex de Platino 2023[18]